# کتابخانه ملی کره جنوبی
کتابخانه ملی کره جنوبی (به انگلیسی: National Centeral Library of Korea South) در ناحیه سئوچو سئول، کره جنوبی واقع شده است. تأسیس آن به سال ۱۹۴۵ بازمی‌گردد که ساختمان آن در سئول به پایان رسید. در حال حاضر بیش از ۱۰ میلیون جلد شامل بیش از ۱۱۳۴۰۰۰ کتاب به زبان خارجی و برخی از گنجینه‌های ملی کره جنوبی در آن گنجانده شده است.

## تاریخچه
در سال ۱۹۵۷ کتابخانه ملی، یک کتابخانه شاخه نیز در Ahyeon تأسیس کرد. در سال ۱۹۷۴ به علت تنگی جا کتابخانه به محل دیگری انتقال یافت. به دنبال آن کتابخانه شاخه نیز در سال ۱۹۸۱ به محل بزرگتری انتقال یافت. در سال ۱۹۸۲ کتابخانه، برنامه کامپیوتری شدن خدمات خود را آغاز کرد. در سال ۱۹۸۸ ساختمان مجهز و مدونی برای کتابخانه ساخته شد. در سال ۱۹۹۱ کتابخانه از وزارت آموزش و پرورش منتزع و تحت لوای وزارت فرهنگ درآمد و در همان سال، سازمان جدید شامل ۲ دپارتمان، ۷ بخش و یک دفتر خدمات ماشینی و یک کتابخانه شاخه به تصویب رسید. ساختمان اصلی شامل ۴۳۶۸۴ مترمربع در ۷ طبقه است و در فضایی به مساحت ۱۴۱۹۰۵ متر مربع قرار گرفته است.
ساختمان کتابخانه شاخه ۸۰۵۰ مترمربع است. مجموعه کتابخانه در سال ۱۹۹۱ بالغ بر ۱۸۰۹۱۴۵ جلد بوده است. شامل ۱۶۶۹۴۷ مواد دیداری و شنیداری، ۲۰۷۴۹۲ جلد کتابهای نادر و قدیمی، ۱۶۵۸۸۱ جلد کتابهای غربی و ۱۲۶۸۸۲۵ جلد کتابهای شرقی. تعداد کارمندان ۲۶۳ نفر است که ۱۳۰ نفر کتابدارند. کتابخانه از قانون واسپاری ملی برخوردار است به همین مناسبت سازمان کنترل کتابشناختی به‌شمار می‌رود. بر مبنای قانون واسپاری، ناشر موظف است هر نسخه از انتشارات خود را حداکثر تا ۳۰ روز پس از انتشار به کتابخانه بسپارد. این منابع در کتابشناسی ملی به صورت سالانه منتشر می‌شود. برای تهیه و حفظ و نگهداری آثار قدیمی کلاسیک، شورایی به نام «شورای کتابهای قدیمی و نادر کتابخانه ملی» تشکیل شده است. سازماندهی کتابها به قرار زیر است: کتابهای نادر و قدیمی، رده‌بندی (KDCP) و قواعد فهرست‌نویسی کتابهای قدیمی یا شماره ثبت به جای نشانهٔ مؤلف. کتابهای شرقی، KDC با قواعد فهرست‌نویسی KORMARK و نشانهٔ مؤلف کره‌ای. مواد دیداری و شنیداری، رده‌بندی KDC و قواعد فهرست‌نویسی KORMARK و شماره ثبت به جای نشانه مؤلف. کتابهای غربی رده‌بندی DDC و قواعد فهرست‌نویسی انگلو- آمریکن ۲، با نشانه مؤلف کاتر. کتابخانه از سال ۱۹۹۰ به عنوان مرکز ملی ISBN و از سال ۱۹۹۱ به عنوان مرکز ملی ISSN عمل می‌کند.[۱]